# Postosuchus
Postosuchus (nombre que significa "cocodrilo de Post", por la localidad de Post, Texas) es un género extinto de reptiles rauisuquios que abarca a dos especies, P. kirkpatricki y P. alisonae, que vivieron en lo que ahora es Norteamérica durante el Triásico Superior (hace unos 221-203 millones de años). Postosuchus es un miembro del clado Pseudosuchia, el linaje de arcosaurios que incluye a los actuales crocodilianos (el otro grupo principal de arcosaurios es Avemetatarsalia, que incluye a los dinosaurios no avianos y a sus descendientes, las aves). Su nombre se refiere a Post Quarry, un lugar en Texas en el que se han hallado muchos fósiles de la especie tipo, P. kirkpatricki. Fue uno de los superdepredadores de esta área durante el Triásico, mayor que los pequeños dinosaurios depredadores de su época (tales como Coelophysis). Era un cazador que se alimentaba de grandes presas como los dicinodontes y muchas otras criaturas menores que él mismo. 
El esqueleto de Postosuchus es grande y robusto con un cráneo alto y una cola larga. Medía entre 4 a 5 m. Aunque la pesada constitución de su esqueleto sugiere que Postosuchus caminaba sobre sus cuatro patas, lo reducido de sus miembros delanteros comparados con los posteriores es una fuerte indicación de que Postosuchus era capaz de caminar en dos patas y puede haber adquirido una locomoción bípeda.

## Descripción

### Descripción general

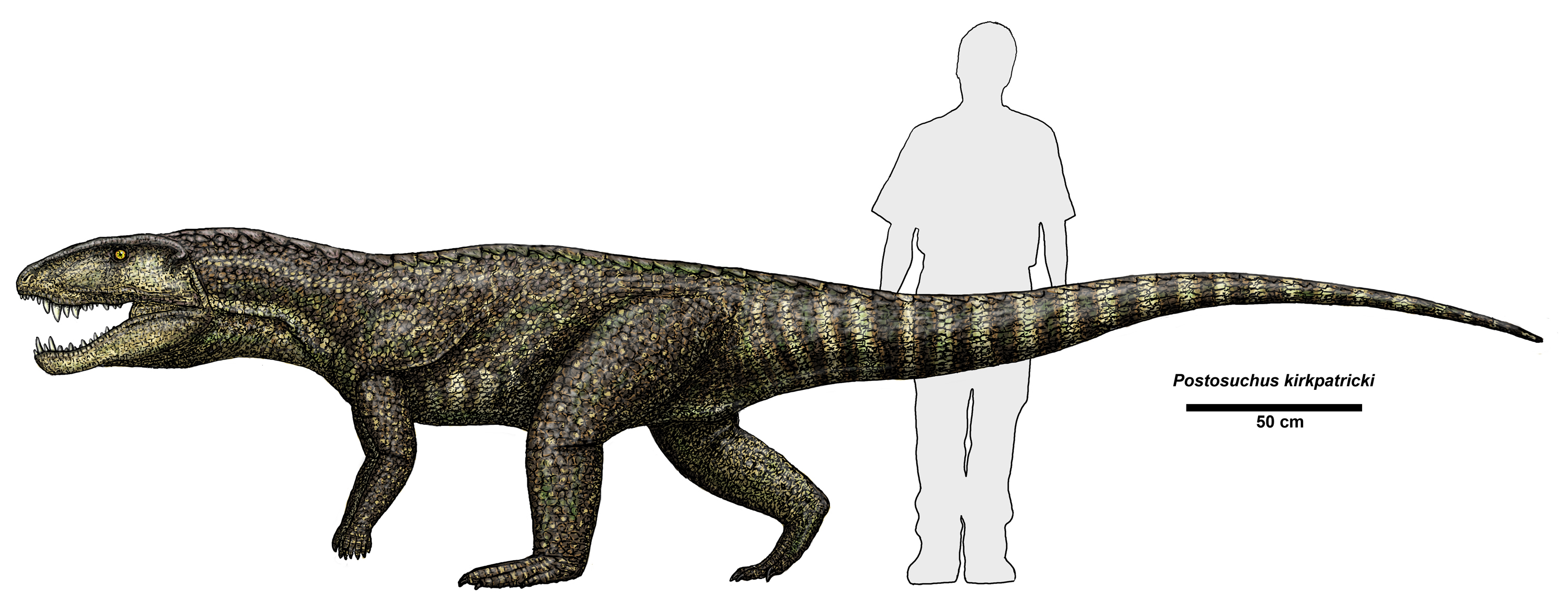
Postosuchus kirkpatricki comparado con un humano

Postosuchus fue uno de los mayores reptiles carnívoros durante el Triásico Superior, alcanzando más de 4 m de longitud. En vida el animal pudo haber pesado entre 250 a 300 kg. Tenía un enorme cráneo que portaba dientes similares a dagas. El cuello era alargado, unido a un corto torso y una cola muy larga.

### Postura
Los miembros delanteros de Postosuchus medían poco más de la mitad del tamaño de sus extremidades posteriores. Esta característica de tener miembros delanteros es vista por lo general en reptiles bípedos. Chatterjee sugirió que Postosuchus podía caminar en una postura bípeda, dado que los miembros delanteros serían solo usados probablemente durante una locomoción lenta. Sin embargo, en 1995 Robert Long y Phillip A Murry establecieron que Postosuchus tenía una constitución muy pesada y sería exclusivamente cuadrúpedo. Existe un debate sobre si Postosuchus era en efecto bípedo o cuadrúpedo, sin que haya un consenso entre los científicos al respecto. En todo caso algunos paleontólogos han sugerido que este animal era posiblemente era un bípedo facultativo, lo que significa que podía alternar entre una marcha bípeda y cuadrúpeda.

### Cráneo

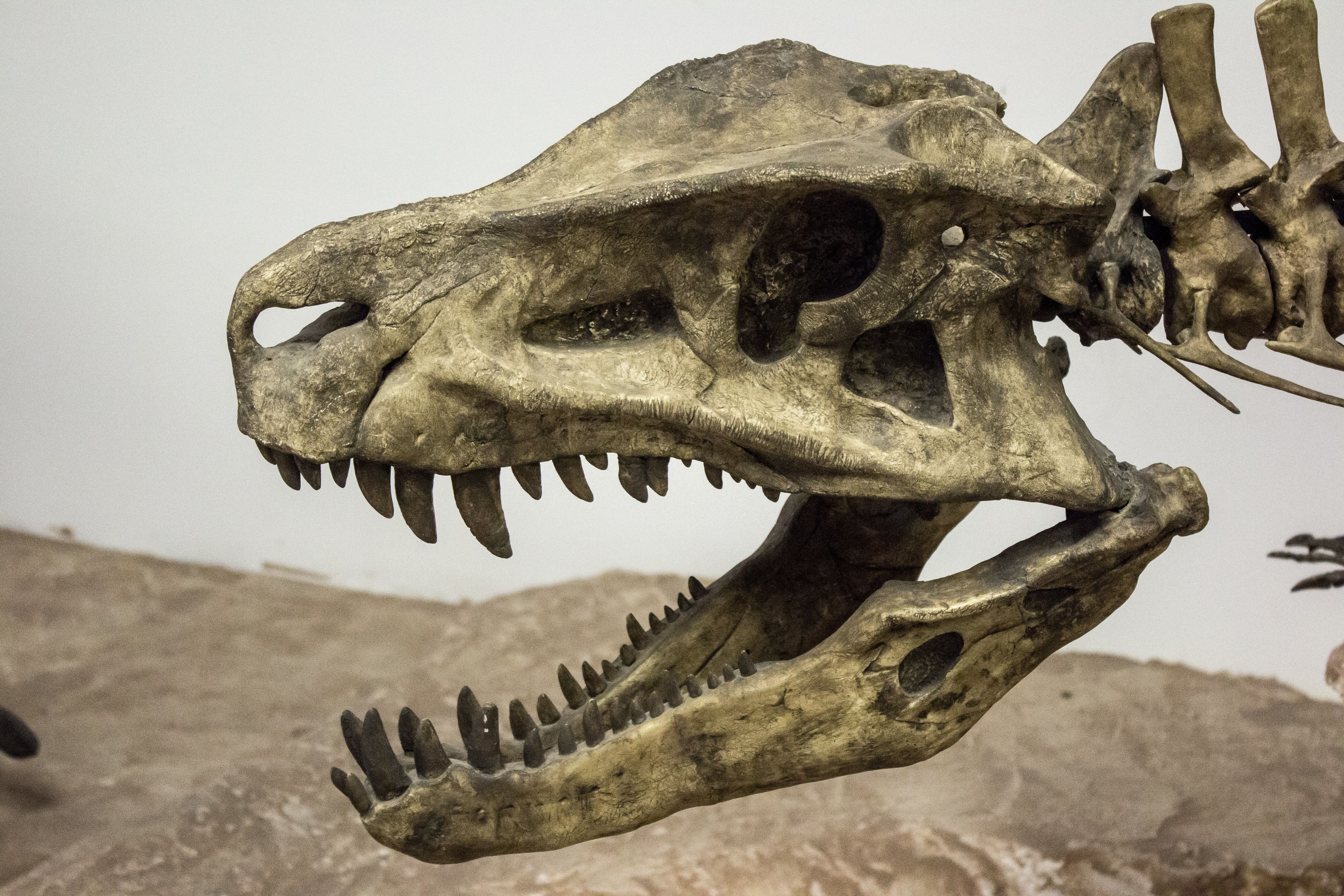
Cráneo.

El cráneo de Postosuchus era de forma estrecha en el frente y se extendía hacia arriba y a lo ancho en su parte posterior. Medía 55 cm de longitud y 21 cm de anchura y altura. Poseía varias fenestras (aberturas) en los huesos que aligeraban el cráneo, además de proporcionar más espacio para los músculos. Como los arcosaurios más derivados, la mandíbula inferior tenía fenestras mandibulares formadas por la articulación del dentario con otros huesos de la mandíbula (el surangular y el angular). Postosuchus debió de tener una vista a distancia, gracias a las grandes órbitas en las que se situarían grandes ojos, y un buen olfato proporcionado por sus alargadas narinas. Dentro del cráneo, bajo las narinas, había un agujero que probablemente alojaba el órgano de Jacobson, un órgano olfatorio especial a veces conocido como el "sexto sentido". Las mandíbulas tenían grandes dientes aserrados y en algunos puntos era lo bastante desarrollados como para servir a modo de sables. Un diente completo encontrado entre restos de Postosuchus en Carolina del Norte medía cerca de 7.2 cm de altura. Postosuchus tenía una dentición heterodonta, lo que significa que cada diente era distinto en tamaño y forma con respecto a los otros. En la mandíbula superior había diecisiete dientes, dividiéndose en apenas cuatro premaxilares y trece dientes maxilares. En la mandíbula inferior se contaban cerca de treinta dientes. El modo de reemplazo dental en Postosuchus era diferente del de los cocodrilos, dado que el diente de reemplazo no encajaba directamente en la cavidad de la pulpa del diente anterior, sino que crecía hasta que la reabsorción del diente antiguo se completara.

### Anatomía postcraneal

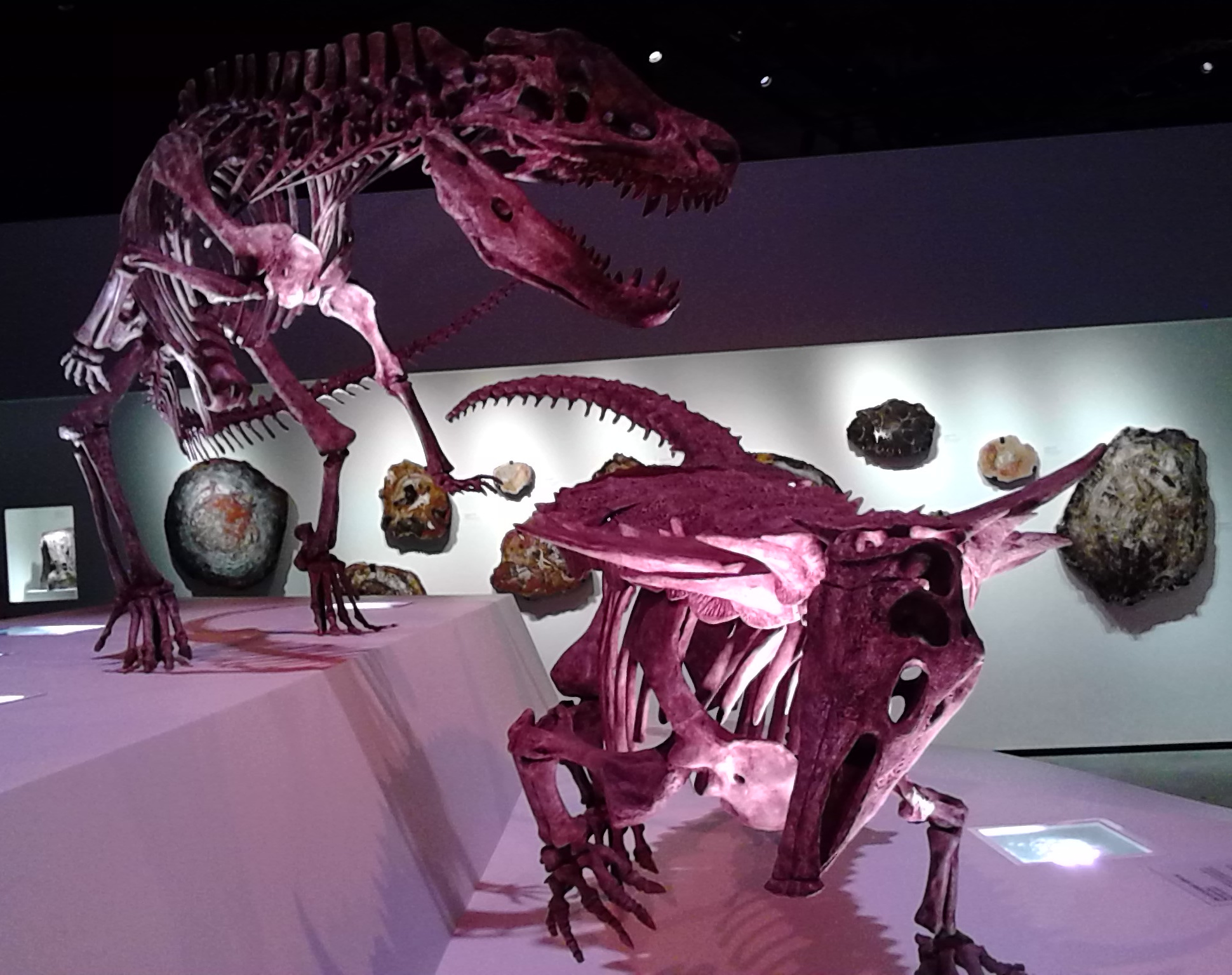
Postosuchus y Desmatosuchus.

El cuello de Postosuchus consiste de al menos ocho vértebras cervicales seguidas por dieciséis dorsales, mientras que cuatro vértebras sacrales co-osificadas apoyaban las caderas. Se cree que tenían más de treinta vértebras caudales en la cola que se reducían de tamaño hacia el extremo posterior. La pelvis con el hueso púbico en forma de gancho y el isquion en forma de barra se parecía a la de los dinosaurios carnosaurios. Junto a los restos del esqueleto, los paleontólogos también encontraron osteodermos, los cuales eran gruesas placas que formaban escamas. Se encontraban a lo largo de su cuello, espalda y posiblemente sobre o bajo la cola. La caja torácica de Postosuchus tenía la estructura típica de los arcosaurios, compuesta por costillas grandes y delgadas de forma curva. En algunas costillas descubiertas estas se encuentran con la gastralia, huesos dermales que se localizaban en la región ventral del cuerpo. Las extremidades se localizaban bajo el cuerpo dándole a Postosuchus una postura erguida. Con las extremidades anteriores midiendo aproximadamente el 64 % de las posteriores, Postosuchus tenía manos pequeñas que tenían cinco dedos. Solo el primer dedo tenía una garra grande, que se usaba como arma ofensiva, aunque los miembros delanteros eran robustos, probablemente para sostener a la presa. Peyer et al. 2008, afirmaron que la gruesa cintura escapular servía para apoyar la locomoción con las extremidades anteriores. Sin embargo esto no excluye la idea de que Postosuchus pudo ser bípedo. Los pies eran mucho más grandes que las manos, con el quinto metatarsiano formando una forma de gancho. Los hallux eran más estrechos que los otros dedos y los dedos marginales no podían tocar el suelo. Como un crurotarso, el tobillo y el talón de Postosuchus se parecían al de los cocodrilos modernos.

## Historia
Originalmente se consideró que los fósiles hallados de Postosuchus pertenecían a un dinosaurio. Los restos de Postosuchus se descubrieron por primera vez en el condado de Crosby, y fueron descritos por el paleontólogo Ermine Cowles Case en 1922. Estos restos solo abarcaban a un neurocráneo aislado (UM 7473) y fragmentos de huesos pélvicos (UM 7244). Case los confundió asignándolos al género de dinosaurio Coelophysis. En el caso del neurocráneo más tarde asignado a Postosuchus, en 2002 David J. Gower afirmó que el espécimen no estaba completo y que podía no pertenecer a un ornitódiro. Entre 1932 y 1934, Case descubrió otros fósiles de vértebras caudales (UMMP 13670) en Rotten Hill, Texas, y una pelvis completa (UCMP V72183/113314) cerca de Kalgary, Texas. En este mismo período el paleontólogo Charles Lewis Camp recolectó cerca de una centena de huesos de rauisuquios, en lo que es ahora el Parque nacional del Bosque Petrificado de Arizona, que pertenecían al menos a siete individuos (UCMP A296, MNA 207C). Más tarde, más restos siguieron saliendo a la luz. En 1943, Case de nuevo describió una pelvis junto con un pubis (UM 23127) en el Grupo Dockum de Texas, que data desde el Carniense hasta principios del Noriense a fines del período Triásico. Estos primeros hallazgos, de 1932 a 1943, fueron referidos inicialmente a un nuevo reptil fitosaurio, siendo asignados cuarenta años más tarde a Postosuchus.

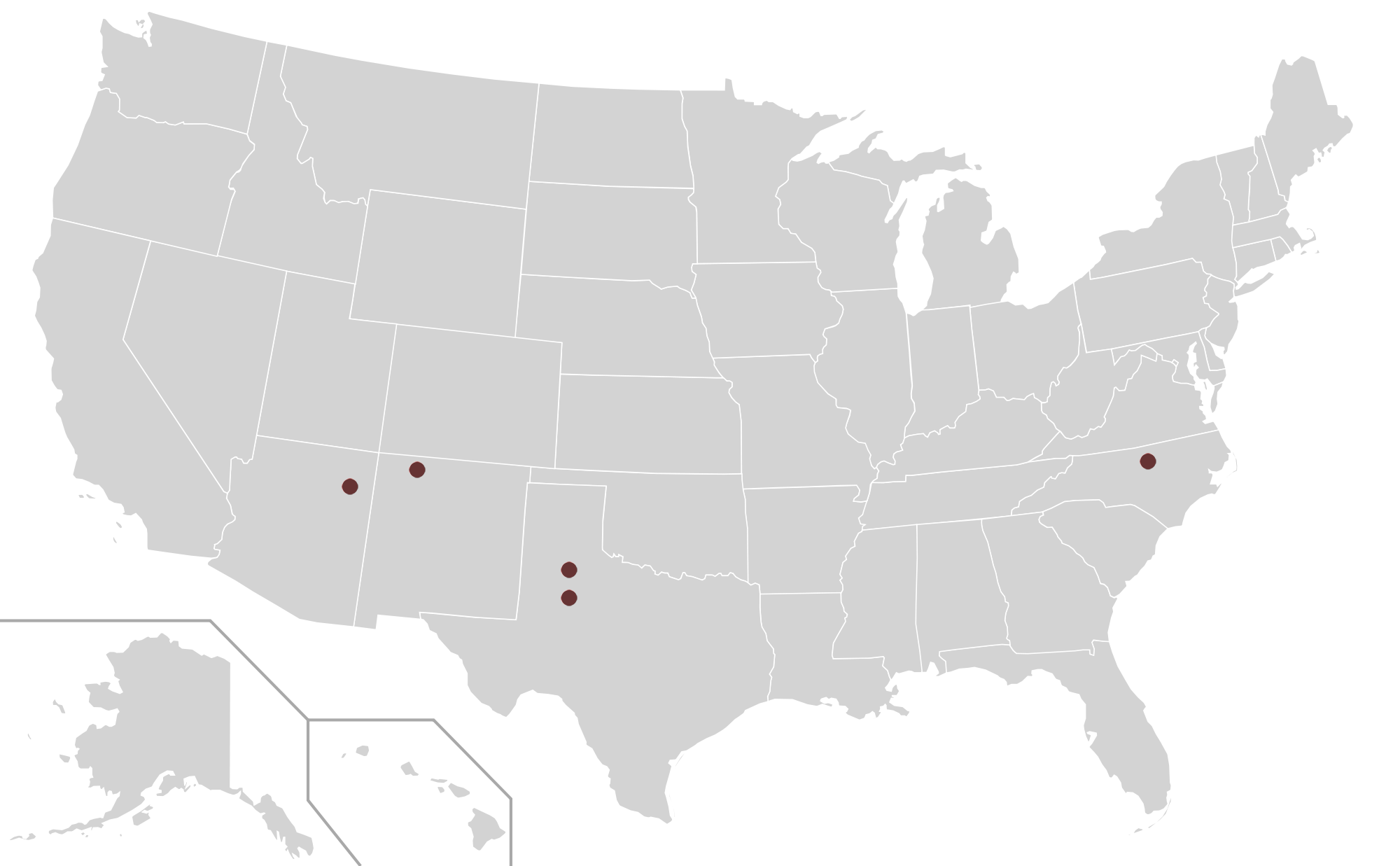
Postosuchus ha sido descubierto solo en Estados Unidos, en los estados de Arizona, Nuevo México, Carolina del Norte y Texas.

Durante una expedición en 1980, paleontólogos de la Universidad Texas Tech descubrieron un nuevo sitio geológico rico en fósiles cerca de Post (Texas), en el Condado de Garza, donde se halló una docena de especímenes bien preservados pertenecientes a un nuevo rauisuquio. En los años siguientes excavaciones adicionales en Post Quarry, en la Formación Cooper Canyon (Grupo Dockum), desenterrando muchos restos de fauna terrestre del Triásico tardío. El holotipo de P. kirkpatricki (TTUP 9000), representado por un cráneo bien preservado y un esqueleto postcraneal parcial, fue descrito junto con otros hallazgos de este nuevo género por el paleontólogo Sankar Chatterjee en 1985. Chatterjee dio el nombre a la especie por Jack Kirkpatrick, quien ayudó durante su trabajo de campo. El primer esqueleto articulado referido a P. kirkpatricki (CM 73372) fue recuperado por David S. Berman del Museo Carnegie de Historia Natural, en la cantera Coelophysis en Ghost Ranch, Nuevo México, entre 1988 y 1989. Este espécimen estaba compuesto de un esqueleto bien preservado sin cráneo y fue descrito por Long y Murry en 1995, Weinbaum en 2002 y Novak en 2004. En otras investigaciones, los paleontólogos sugirieron que algunos huesos (como los de los dedos de la mano y el pie) descritos por Chatterjee en 1985, son una combinación de restos pertenecientes a Chatterjeea, Lythrosuchus y Postosuchus. Long y Murry también señalaron que muchos de los esqueletos juveniles (TTUP 9003-9011), que Chatterjee asignó a P. kirkpatricki, pertenecían a un género y especie distintos, nombrado Chatterjeea elegans. Más aún, en 2006 Nesbitt y Norell afirmaron que Chatterjeea es un sinónimo más moderno de Shuvosaurus.
En 2008, Peyer et al., describieron una nueva especie de Postosuchus, P. alisonae, que fue descubierta en 1992 en Triangle Brick Co. Quarry, Condado de Durham, Carolina del Norte. Los restos fueron preparados y reconstruidos entre 1994 y 1998 por el Departamento de Ciencias Geológicas en la Universidad de Carolina del Norte. El nombre de la especie se refiere a Alison L. Chambers, quien trabajó para popularizar la paleontología en Carolina del Norte. El esqueleto de P. alisonae consiste de algunos huesos craneales, siete vértebras cervicales, una dorsal, y cuatro caudales, costillas, gastralia ("costillas abdominales"), cheurones, osteodermos, la mayor parte de la cintura escapular, la mayor parte de los miembros anteriores exceptuando la muñeca y la mano izquierdas, la mayor parte de los miembros posteriores excepto por los fémures, y partes de la cadera. Los restos bien preservados han permitido arrojar nueva luz sobre partes de la anatomía de Postosuchus que anteriormente no eran bien conocidas. Concretamente, las diferencias entre los huesos de la mano de P. kirkpatricki y P. alisonae confirman la teoría de la quimera (fósiles asociados pertenecientes a animales distintos) sugerida por Long y Murry. El espécimen holotipo de P. alisonae (UNC 15575) es también inusual por la preservación de contenidos intestinales: huesos de al menos otros cuatro animales, incluyendo un esqueleto parcial de un aetosaurio, un hocico, coracoides y húmero del cinodonte traversodóntido Plinthogomphodon, dos falanges de un dicinodonte, y un posible hueso de temnospóndilo. Más aún, este Postosuchus está posicionado justo por encima de un esqueleto del esfenosuquio Dromicosuchus, el cual incluía marcas de dientes en el cráneo y el cuello. P. alisonae representa el mayor reptil suquio recuperado de esa cantera y el primer espécimen articulado de un arcosaurio rauisuquio hallado en el este de Norteamérica.

## Paleoecología
Postosuchus vivió en un ambiente tropical. La húmeda y cálida región estaba poblada de helechos, tales como Cynepteris, Phelopteris y Clathropteris, gimnospermas, representadas por Pelourdea, Araucarioxylon, Woodworthia, Otozamites y Dinophyton, y de cícadas como Sanmiguelia. Las plantas del Grupo Dockum no son tan bien conocidas debido a que la oxidación del ambiente ha destruido la mayor parte de las plantas fósiles. Sin embargo, algunas de estas pueden proveer información acerca del clima en el Grupo Dockum a finales del período Triásico. Por ejemplo, el descubrimiento de grandes especímenes pertenecientes a Araucarioxylon determinan que la región estaba abundantemente irrigada. La fauna hallada en el Grupo Dockum confirma que había lagos y/o ríos en los que vivían peces como el condrictio Xenacanthus, el sarcopterigio Chinlea y el pez dípneo Ceratodus. En las riberas de estos cuerpos de agua había laberintodontes (Latiscopus) y reptiles tales como Malerisaurus y Trilophosaurus. También en los márgenes de ríos y lagos estaban los arcosaurios Parasuchus, Nicrosaurus y Rutiodon. Postosuchus vivió en las tierras altas junto con Coelophysis y otros arcosaurios como Desmatosuchus y Typothorax. Postosuchus fue uno de los mayores animales en este ecosistema y depredaba a herbívoros como Trilophosaurus y Typothorax.

## En la cultura popular
Un Postosuchus hembra hizo su aparición en el primer episodio de la miniserie de la BBC Walking with Dinosaurs, en el que cazaba emboscando a los dicinodontes Placerias y fue herida por uno de estos herbívoros. Debido a este hábitat muy competitivo por la escasez de agua o comida, el Postosuchus murió y fue devorado por varios Coelophysis hambrientos.